# Лянинский сельсовет
Лянинский сельсовет — сельское поселение в Здвинском районе Новосибирской области Российской Федерации.
Административный центр — село Лянино.

## История
Статус и границы сельского поселения установлены Законом Новосибирской области от 2 июня 2004 года № 200-ОЗ «О статусе и границах муниципальных образований Новосибирской области»

## Население
| 1985  | 1987  | 2002  | 2004  | 2005  | 2006  | 2007  |
| ----- | ----- | ----- | ----- | ----- | ----- | ----- |
| 1318  | ↘1220 | ↘1082 | ↘1022 | ↗1083 | ↘1045 | ↗1046 |
| 2008  | 2009  | 2010  | 2012  | 2013  | 2014  | 2015  |
| ↘1035 | ↗1038 | ↘937  | ↘931  | ↘894  | ↘870  | ↘845  |
| 2016  | 2017  | 2018  | 2019  | 2020  | 2021  |       |
| ↘834  | ↘818  | ↘805  | ↘794  | ↘766  | ↘745  |       |

## Состав сельского поселения
| № | Населённый пункт | Тип населённого пункта       | Население |
| - | ---------------- | ---------------------------- | --------- |
| 1 | Барлакуль        | деревня                      | ↘170      |
| 2 | Лянино           | село, административный центр | ↘767      |

### Упразднённые населённые пункты
Ряжский —  упразднённый в 1953 году посёлок.